# Sæhrímnir
O Sæhrímnir segundo a mitologia nórdica, é o animal que o cozinheiro dos deuses, Andhrimnir, cozinhava no caldeirão gigante e mágico Eldhrímnir. Todos os dias Sæhrímnir era ressuscitado e novamente cozinhado para os Ases e os guerreiros mortos, os Einherjar, comerem, em Valhalla.
A existência do animal é comprovada nas fontes antigas, sendo referido por Snorri Sturluson no Gylfaginning da Edda em prosa, como um javali, no entanto segundo as traduções da Edda poética, esta apenas refere um animal ou criatura sem especificação.